# Beresite
La beresite è una roccia metasomatica di bassa temperatura (circa 200-400 °C), caratterizzata dall'associazione di quarzo, sericite, carbonati (ankerite) e pirite. 
Il termine (dalla località di Beresovsk, negli Urali) fu inizialmente utilizzato dai geologi russi per le rocce metasomatiche di questa composizione, con associate vene mineralizzate, che si originavano dalla sostituzione di un granito. In seguito venne ampliato per includere i prodotti della sostituzione di altri tipi di rocce, sia di origine magmatica che sedimentaria. 

## Ambiente di formazione e facies
Queste rocce sono il risultato di un metasomatismo acido in condizioni di instabilità di feldspato e caolinite. Il processo di beresitizzazione nelle rocce ultrabasiche forma una roccia chiamata listvenite, con paragenesi a quarzo + carbonati di ferro e magnesio + fuchsite + pirite. Nelle rocce felsiche forma invece le beresiti. Si possono distinguere sottogruppi di beresiti sulla base delle seguenti paragenesi (contenenti pirite):
- quarzo-sericite-ankerite
- quarzo-sericite-calcite
- quarzo-sericite
- sericite-clorite-calcite
- idromica-quarzo.

## Mineralizzazioni collegate
Le beresiti sono associate a un'ampia varietà di mineralizzazioni a oro, oro-argento, argento-piombo e uranio.